# 傅强
傅强，四川大学高分子材料科学与工程学院副院长、教授，主要从事高分子材料成型加工和聚合物共混改性与纳米复合材料等方向的研究。任中华人民共和国教育部第五批"长江学者"特聘教授。